# Dynasty Warriors Advance
Dynasty Warriors Advance (真・三國無双 Advance, Shin Sangoku Musō Advance) est un jeu vidéo de type hack 'n' slash développé par Omega Force et édité par Koei, sorti en 2005 sur Game Boy Advance.

## Accueil
- Eurogamer : 3/10[1]
- Game Informer : 7/10[2]
- GamePro : 3,5/5[3]
- GameSpot : 5,3/10[4]
- GameSpy : 1,5/5[5]
- GameZone : 6.9/10[6]
- IGN : 4/10[7]
- Jeuxvideo.com : 9/20[8]